# ECPPヴィトリア・ダ・コンキスタ
ECPPヴィトリア・ダ・コンキスタ (ポルトガル語: Esporte Clube Primeiro Passo Vitória da Conquista) 、通称ヴィトリア・ダ・コンキスタ (Vitória da Conquista) は、ブラジル・バイーア州ヴィトリア・ダ・コンキスタを本拠地とするサッカークラブである。

## 歴史
クラブは2005年1月21日に設立された。2006年にカンピオナート・バイアーノ（バイーア州選手権）2部に優勝した。2008年のカンピオナート・バイアーノ1部では3位となった。
2008年にカンピオナート・ブラジレイロ・セリエCに参戦し、第2ステージで敗退した。2011年にはカンピオナート・ブラジレイロ・セリエDに参戦し、第1ステージで敗退した。
2010年にはコパ・ゴヴェルナドール・ド・エスタード・ダ・バイーア決勝にて、アトレチコ・デ・アラゴイニャスを下して優勝した。2011年の同大会決勝でもアトレチコ・デ・アラゴイニャスを下して優勝、2012年大会もジャクイペンセを下して優勝した。

## スタジアム
ホームスタジアムはエスタジオ・ムニシパル・ロマント・ジュニオール(通称：ロマントン)。収容人数は12,500人。

## タイトル
- コパ・ゴヴェルナドール・ド・エスタード・ダ・バイーア（ポルトガル語版）: 4回
  - 2010, 2011, 2012, 2014

- カンピオナート・バイアーノ2部 : 1回
  - 2006

## 歴代監督
- マルセロ・シャムスカ 2012

## 歴代所属選手
- エデル・シルバ・フェレイラ 2006-2008, 2009-2010, 2013
- アントニオ・カルロス・ダ・シルバ・ネット 2014-2015